# Magazyn Elbląski
Magazyn Elbląski – kwartalnik wydawany w Elblągu.
W czasopiśmie publikowane są artykuły dotyczące przede wszystkim dziedzictwa kulturowego regionu, mało znanych epizodów historii regionalnej, problemów społecznych, gospodarczych, samorządowych i promocji turystycznej regionu.
Pierwszy numer periodyku (numer 0) ukazał się wiosną 2006.